# Hiéroglyphe égyptien K3
Le hiéroglyphe égyptien K3 (mulet cabot) est classifié dans la section K « Poissons et parties de poissons » de la liste de Gardiner ; il y est noté K3.

## Représentation
Il représente un mulet cabot (Mugil cephalus) aussi appelé bouri ou mulet à grosse tête. Il est translittéré ˁd (ˁḏ ?). 

## Utilisation
| V26 · d | W | K3 · Z1 |

| V26 · d | W | K3 · Z1 |

| K3 · N36 |

| K3 · N36 |

| V26 · d | U7 · D40 |

| V26 · d | U7 · D40 |